# Rogério Miranda Silva
Rogério Miranda Silva (* 24. Dezember 1984 in Paragominas), auch bekannt als Rogerinho, ist ein ehemaliger brasilianischer Fußballspieler.

## Karriere
Rogerinho begann seine Karriere 2005 beim Erstligisten Figueirense FC. Von 2006 bis 2010 spielte er beim Zweitligisten Paysandu SC, Fortaleza EC, AA Ponte Preta und EC Bahia. 2011 wechselte er zum japanischen Vissel Kōbe. 2012 kehrte er nach Brasilien zurück und unterschrieb einen Vertrag beim Zweitligisten Ceará SC. Sommer 2012 wechselte er zum Erstligisten Náutico Capibaribe. Sommer 2013 kehrte er zu Ceará SC zurück. Danach spielte er bei ABC Natal und Paysandu SC.